# Stato Imperiale

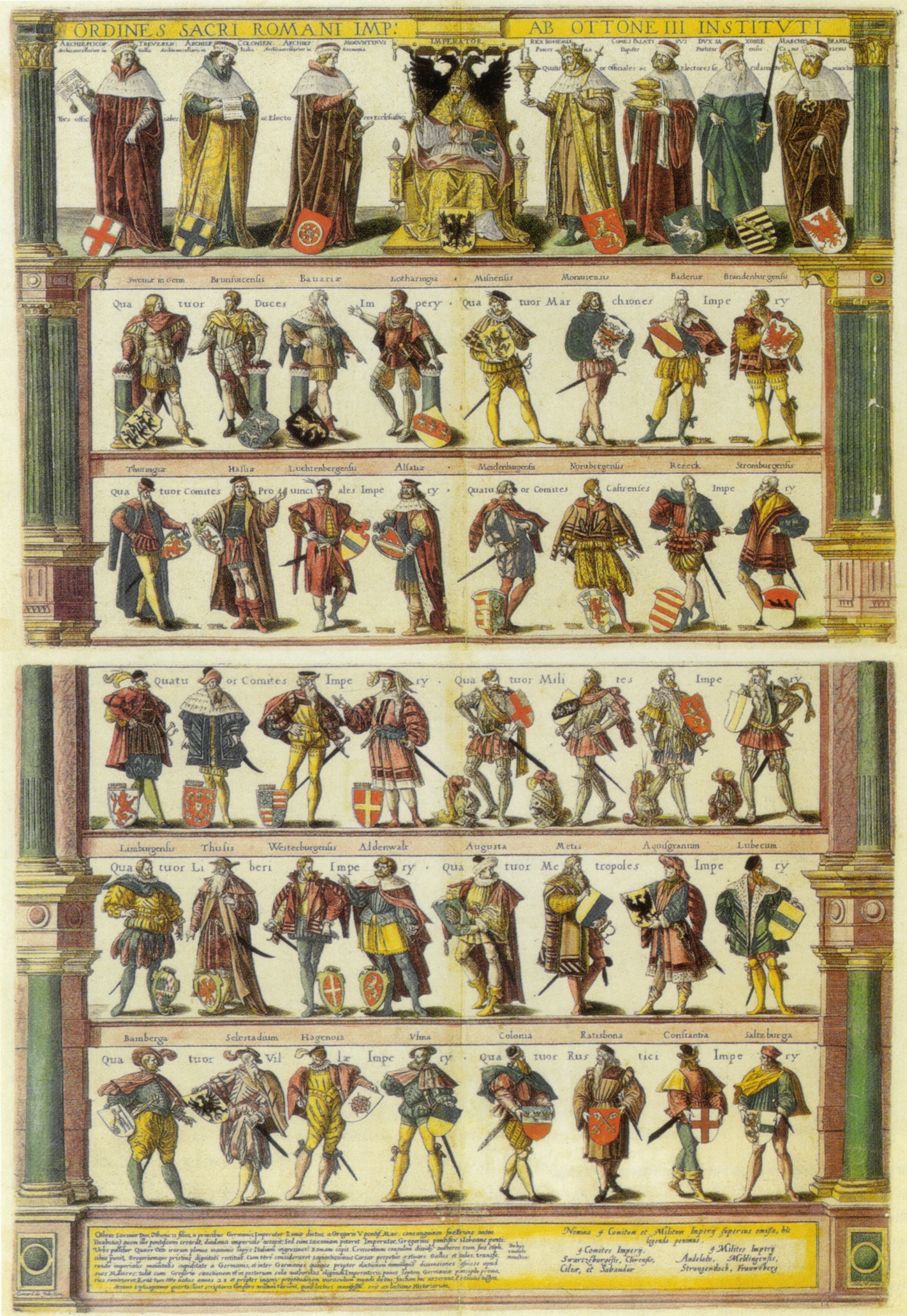
Anton III Wierix: Ordines Sacri Romani Imperii, 1606

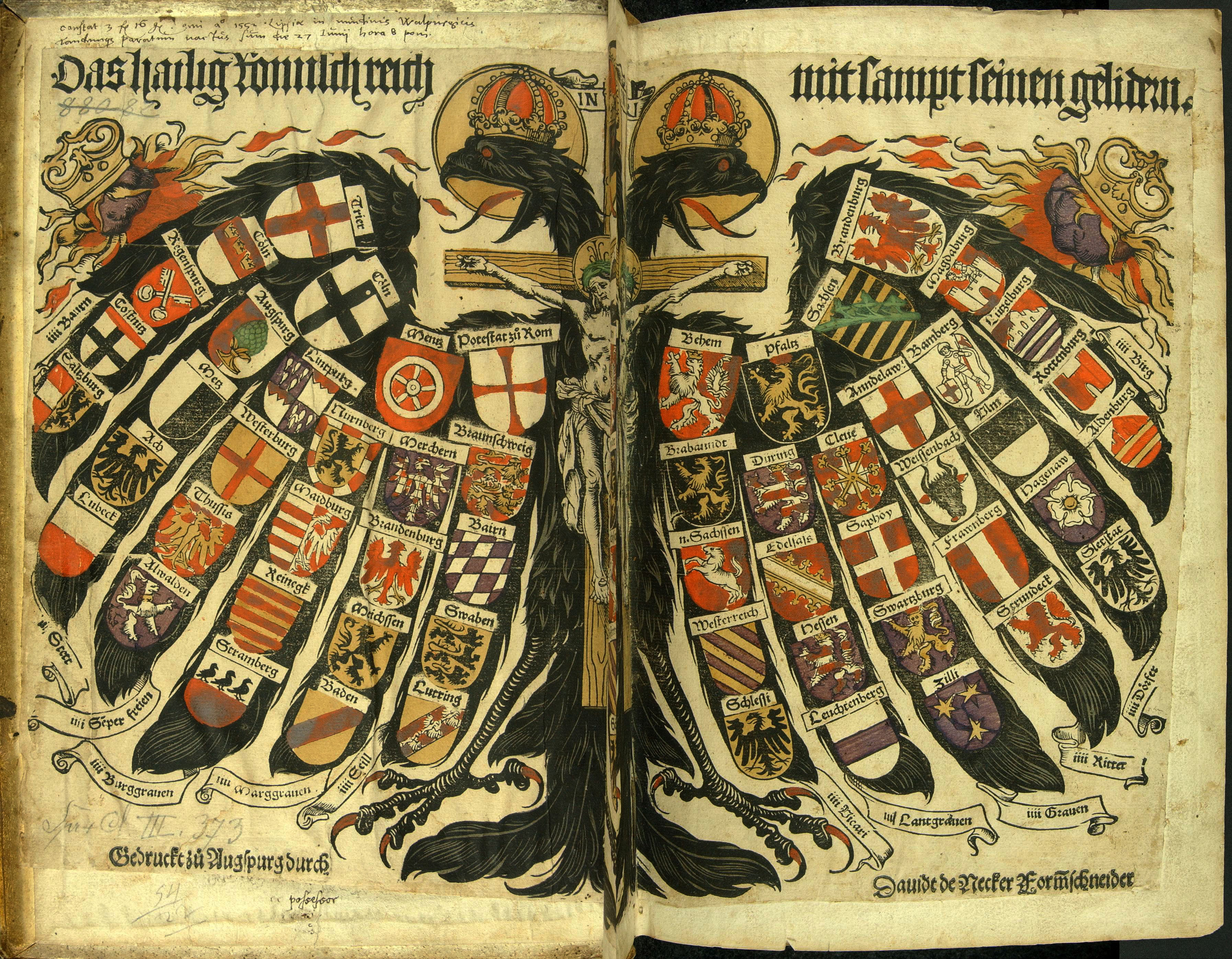
Aquila quaternione, illustrazione a colori di Jost de Negker, basata sul disegno di Hans Burgkmair, 1510. Sulle piume alari dell'aquila bicipite sono raffigurati a gruppi di quattro gli stemmi degli stati imperiali.

Uno Stato Imperiale o Stato dell'Impero (dal Latino Status Imperii, tedesco Reichsstand, plurale: Reichsstände) era una entità nel Sacro Romano Impero con voto nelle assemblee della Dieta Imperiale (Reichstag). Alcuni territori dell'Impero non vi erano rappresentati, mentre alcuni principi (come l'Usciere ereditario) erano membri senza diritto di voto, né qualificati come aventi status imperiale.
I Sovrani degli stati imperiali, ecclesiastici e laici, furono "immediati", dotati cioè dell'Immediatezza imperiale, il che significava che non avevano alcuna autorità di sopra di loro, tranne l'Imperatore del Sacro Romano Impero; inoltre, essi possedevano diversi diritti e privilegi importanti, tra cui un certo grado di autonomia nel governo dei loro territori. Vi erano inoltre i Cavalieri del Sacro Romano Impero facenti parte della nobiltà imperiale equestre, così come diverse Abbazie imperiali e territori minori, che avevano uno "status immediato" senza l'ammissione a membro della Dieta imperiale.

## Composizione
Gli Stati imperiali potevano essere o ecclesiastici o secolari.
Gli Stati ecclesiastici erano rappresentati da:
- i tre Principi elettori clericali: gli Arcivescovi dell'Elettorato di Magonza, dell'Elettorato di Colonia e dell'Elettorato di Treviri;
- i Principi vescovi e i Principi Arcivescovi, nonché i Principi-abati e i Principi-prevosti dell'Impero;
- le Prelati Imperiali, i Priore e i Prevosto con status "immediato";
- i Gran maestri degli Ordini religiosi cavallereschi come i Cavalieri Teutonici o i Cavalieri Ospitalieri di Malta.

Le proprietà (stati) secolari, in particolare:
- i quattro Principi Elettori laici del Conte Palatino del Reno, Principato Elettorale di Sassonia, Marca di Brandeburgo e Regno di Boemia, in seguito anche Baviera e Elettorato di Brunswick-Lüneburg Hanover;
- i Principi del Sacro Romano Impero, i Granduchi (solo dall'epoca napoleonica), i Duchi, i Margravi, i Langravi, i Conti Palatini;
- Conte (Graf - Reichsgrafen), e altri sovrani di rango comitale, Freiherr (Barone) e alcuni Fürst (Principi);
- le città libere dell'Impero, rappresentate dai loro borgomastri con i deputati alla Dieta.

Fino al 1582 i voti delle città libere e imperiali erano solo consultivi. Nessuno dei sovrani del Sacro Romano Impero aveva il rango di Re, con l'eccezione dei Reali di Boemia. Tuttavia, nel corso dei secoli alcuni principi divennero re con l'unione personale con regni esterni all'impero (Danimarca e Norvegia, Svezia e Finlandia, Prussia, Gran Bretagna e Irlanda, Ungheria).
La sovranità sullo Stato era normalmente associata a un particolare territorio all'interno dell'Impero, ma vi erano alcuni principi (reichsständische Personalisten) che avevano personalmente la dignità imperiale e il diritto di voto alla Dieta imperiale. Originariamente l'imperatore da solo poteva concedere la sovranità territoriale, ma nel 1653 furono introdotte diverse limitazioni al potere dell'Imperatore. La creazione di un nuovo stato richiedeva il parere conforme del Collegio degli elettori e del Collegio dei principi (vedi Reichstag). Il sovrano era tenuto ad accettare e accogliere la fiscalità imperiale e obblighi militari (matricola). Inoltre era necessario per il principe ottenere l'ammissione in uno dei Circoli Imperiali. Teoricamente, l'elevazione di personaggi con dignità statalefu proibita dopo il 1653, ma le eccezioni furono frequenti.
Una volta che un territorio raggiungeva la sovranità, poteva perdere tale attributo in pochissime circostanze. Un territorio ceduto a una potenza straniera cessava di essere uno stato, inoltre, una Reichsdeputationshauptschluss (mediatizzazione) dello stato effettuata dalla Deputazione imperiale (cioè, uno stato che veniva per essere posto sotto l'autorità, ma non la sovranità di una potenza straniera) poteva perdere la statualità. Dal 1648 in poi, l'eredità dello Stato è stata limitata a una sola famiglia; un territorio ereditato da una famiglia diversa cessava di essere uno Stato a meno che l'imperatore esplicitamente non avesse consentito diversamente. Infine, un territorio poteva perdere statualità dopo essere stato sottoposto al Bando Imperiale (l'esempio più rimarchevole ha coinvolto l'Elettore Palatino Federico V, che è stato bandito nel 1621 per la sua partecipazione alla rivolta della Boemia).

## Diritti e privilegi
I sovrani degli Stati imperiali godevano della precedenza su altri soggetti nell'Impero. Gli Elettori sono stati originariamente chiamati Durchlaucht (Sua Altezza), principi Hochgeboren (casato nobile, di elevato lignaggio) e conti Hoch- und Wolhgeboren (elevata e buona famiglia). Nel XVIII secolo, gli elettori sono stati elevati a Durchläuchtigste (Altezza Serenissima), principi di Durchlaucht (Sua Altezza) e conti di Erlaucht (Altezza Illustrissima).
Gli Stati Imperiali hanno goduto di numerosi diritti e privilegi. I governanti avevano autonomia nella misura in cui alle loro famiglie sono state concesse; in particolare, ad essi era consento di stabilire le regole che riguardano l'eredità dei loro Stati senza interferenze imperiali. Essi erano autorizzati a fare trattati e stipulare alleanze con altri Stati Imperiali, così come le nazioni straniere. Gli elettori, ma non altri sovrani, furono autorizzati a esercitare alcuni poteri reali, quali ad esempio:
- Emettere e produrre una moneta e decidere il proprio status giuridico e finanziario
- Rimuovere, riformare o emettere imposta
- Esercitare funzioni di titolarità pressoché assolute sulle miniere d'oro, argento e carbone

## Dieta Imperiale
Dal 1489 in poi, la Dieta imperiale fu divisa in tre collegia: il Consiglio degli Elettori, il Consiglio dei Principi e il Consiglio delle Città (quest'ultimo con diritto di voto dal 1648). Lo stato di elettore apparteneva al primo dei consigli di cui sopra, gli altri membri, sia ecclesiastici o laici, appartenevano al Consiglio dei Principi del secondo collegio.
Le votazioni si svolgevano secondo il diritto degli Stati, piuttosto che personalmente. Di conseguenza, un governante di più stati aveva seggi e voti multipli, allo stesso modo, più persone che governavano le parti comuni di uno stesso stato condividevano un solo voto (Virilstimmen). Queste regole furono formalizzate solo nel 1582; prima di questo momento, quando più individui ereditavano parti dello stesso Stato, spesso avevano un voto ciascuno. I seggi ed i voti alla Dieta erano individuali o collettivi. I Principi e i prevosti generalmente possedevano seggi e voti individuali (ma tali voti, come già detto, a volte erano condivisi). I Prelati (abati e priori) possedevano invece voti collettivi (Kuriatstimmen) ed erano distinti in due banchi - gli scranni (o Banchi) del Reno e della Svevia — ciascuno dei quali possedeva un voto collettivo. Allo stesso modo, il sub-collegio dei Conti e Signori ereano raggruppati in quattro banchi comitali con un voto collettivo ciascuno — il seggio del Wetterau, quelli della Svevia, della Franconia e della Westfalia.
Nessun elettore ha mai tenuto più elettorati; né vi sono stati elettorati divisi tra più eredi. Quindi, nel Consiglio degli Elettori, ogni individuo possedeva esattamente un voto. Ma vi erano Elettori che potevano governare vari stati principeschi oltre ai loro elettorati con diritto di seggio e voto anche nel Consiglio dei Principi; allo stesso modo, vi erano principi che governavano anche contee con diritto di voto sia individuale che collettivo nello scranno comitale. Al Reichstag del 1792, per esempio, il Principe elettore di Brandeburgo possedeva otto singoli voti nel Consiglio dei Principi e un voto nel seggio della Vestfalia. Allo stesso modo, tra gli ecclesiastici, il Gran Maestro dell'Ordine Teutonico possedeva un singolo voto nel Consiglio dei Principi e due nello scranno del Reno.